# Thanatophilus
Thanatophilus es un género de escarabajos carroñeros de la familia Silphidae.

## Especies
- Thanatophilus coloradensis (Wickham, 1902)
- Thanatophilus dentiger (A.P.Semenov, 1891)
- Thanatophilus dispar (Herbst, 1793)
- Thanatophilus ferrugatus (Solsky, 1874)
- Thanatophilus graniger (Chevrolat, 1833)
- Thanatophilus grilati (Bedel, 1891)
- Thanatophilus lapponicus (Herbst, 1793)
- Thanatophilus metallescens (Fairmaire, 1887)
- Thanatophilus minutus Kraatz, 1876
- Thanatophilus mutilatus (Laporte de Castelnau, 1840)
- Thanatophilus ruficornis (Kuster, 1851)
- Thanatophilus roborowskyi (Jakovlev, 1887)
- Thanatophilus rugosus (Linnaeus, 1758)
- Thanatophilus sagax (Mannerheim, 1853)
- Thanatophilus sinuatus (Fabricius, 1775)
- Thanatophilus terminatus (Hummel, 1825)
- Thanatophilus trituberculatus (Kirby, 1837)
- Thanatophilus truncatus (Say, 1823)
- Thanatophilus uralensis Kozminykh, 1994